# 常夏娘 (ココナッツ娘。の曲)
「常夏娘」（とこなつむすめ）は、ココナッツ娘。の3rdシングル。2000年5月17日にSME Recordsから発売された。

## 概要
本作より「ココナッツ娘」から「ココナッツ娘。」に改名した。
アヤカ・ミカ・ダニエル・レフアの新編成4人でのリリースとなった。

## 収録曲
全作詞・作曲：つんく
1. 常夏娘
編曲：河野伸
2. 常夏娘 (レゲエバージョン)
編曲：上代学
3. 常夏娘 (Backing Track)

## 参加ミュージシャン
常夏娘
- プログラミング：河野伸
- ベース：笹本安詞
- ギター：稲葉政裕
- パーカッション：今福健司
- トランペット：西村浩二・木幡光邦
- サックス：山本拓夫・竹野昌邦
- コーラス：つんく・新堂敦士

常夏娘 (レゲエバージョン)
- パフォーマンス：上代学・森俊也
- ラップ：CORN HEAD

## カバー
- ZYX - シングル「白いTOKYO」（2003年12月10日発売）のカップリング曲として収録。